# Колегія 40-ка мужів
Колегія 40-ка мужів (лат. Quadragintavirat; пол. Kolegium czterdziestu mężów) — орган (третя колегія) магістрату Львова. Створений для контролю Ради Львова у 1577 році за декретом польського короля Стефана Баторія.
Належали представники ремісників, біднішого міщанства, також делегати українців («руської нації»). За даними Д. Зубрицького, 20 осіб представляли купців, 20 — ремісників, причому 20 купців обирали ремісники та навпаки. До складу колегії 1579 року увійшли два українці: Лесько Малецький, Хома Бабич. Протягом XVII ст. до складу колегії постійно обирали двох представників на засіданнях Успенського братства, зокрема, 1633 року від українців членами колегії були діячі Микола Добрянський, Григорій Романович.
Українські представники колегії не раз картали міську Раду за її самолюбство і несправедливість супроти бідного населення Львова. Близько 1625 року, остерігаючись нових видатків і подальшого заборгування міста Марцінові Кампіану (він постановив будувати нові мури і башти замість зміцнення наявних), колегія 40-ка мужів не захотіла від нього нових інвестицій для міста, пояснюючи, що він буде домагатися привласнення міського майна, а місто зробить «голим».
Колегія мала приміщення у Львівській ратуші — кімната розташовувалася поверхом вище над її радною («консулярною») залою.

## Члени колегії
- Ян Альнпек.[8]
- Марек Шарфенберґер-Остроґурський[9]
- Томас Гордон[10]
- Юзеф Стронський[11]